# Asiato Zima
Asiato Zima (Transkription von japanisch 足跡島 ‚Fußabdruckinsel‘) ist eine niedrige und flache Insel vor der Kronprinz-Olav-Küste des ostantarktischen Enderbylands. Sie liegt vor dem Kap Akarui.
Japanische Wissenschaftler benannten sie 1981 deskriptiv.